# Giovanni Benedetto Platti
Giovanni Benedetto Platti (deutsch auch: Platt; * wohl 9. Juli 1697 (nach anderen Quellen: ca. 1690, 1692, 1700) in Padua; † 11. Januar 1763 in Würzburg) war ein italienischer Oboist und Komponist des Spätbarocks.

## Leben
Platti erhielt seine musikalische Ausbildung in Italien (v. a. Gesang, Oboe, Violine). Noch in diesen frühen italienischen Jahren seines Wirkens (bis 1722) lernte er in Siena das von Bartolomeo Cristofori ab 1711 entwickelte Fortepiano (Hammerklavier) kennen und komponierte bereits speziell dafür Sonaten.
1722 wurde er als Oboenvirtuose nach Würzburg in den Dienst der Fürstbischöfe von Bamberg und Würzburg geholt, wo im selben Jahr auch Fortunato Chelleri als Hofkapellmeister tätig wurde (bis 1725). Bis zu seinem Tod 1763 blieb Platti am Würzburger Hof tätig, ab 1729 auch als Sänger, Gesangslehrer und Violinist. Die Würzburger Fürstbischöfe, Johann Philipp Franz von Schönborn (Fürstbischof 1719–1724) sowie dessen jüngerer Bruder Friedrich Carl von Schönborn (Fürstbischof 1729–1746), hatten reges Interesse an ungewöhnlichen und neuen Tasteninstrumenten aus Italien; dadurch und durch die von ihnen geförderten Musiker wie Platti gewann der main- und rheinfränkische Raum im Hinblick auf die Entwicklung beispielsweise des Tafelklaviers eine besondere Rolle. Platti heiratete im Februar 1723 die Sopranistin Maria Theresia Lambrucker († 1752), die in Würzburg als Hofsängerin tätig war. Nach seinem Tod wurde er in der Pfarrkirche St. Peter und Paul beigesetzt.

## Werke (Auswahl)
Plattis Werke sind vor allem als Handschriften in der Musikaliensammlung des Grafen Rudolf Franz Erwein von Schönborn-Wiesentheid erhalten, für den Platti eine ganze Reihe von Werken für Cello komponierte, darunter auch 28 Cellokonzerte, die zu den interessantesten der Übergangszeit zwischen Spätbarock und Frühklassik gehören.  

### Vokalmusik
- 2 Oratorien: Franchonia cristiana und Sant’Elena a calvario, 1732 (Musik verschollen)
- 3 Messen, 1 Requiem, 1 Miserere, 1 Stabat mater

### Instrumentalmusik

#### Mit Opuszahl
- Op. 1: 6 Sonates pour le clavessin sur le goût italien (Nürnberg 1742)
- Op. 2: 6 Concerti de quali si espone presentemente due, per clavicembalo obligato con due violini, viola e violoncello (Nürnberg 1742) (verschollen)
- Op. 3: 6 Sonate a Flauto traversiere solo con Violoncello overo Cembalo (Nürnberg 1743)
- Op. 4: 6 Cembalosonaten (Nürnberg 1746)

#### Weitere Werke
- 12 Concerti grossi nach Arcangelo Corellis Violinsonaten op. 5
- Konzert G-Dur für Cembalo, Oboe (Flöte) Streicher und B. c.
- 8 einzelne Cembalosonaten
- 12 Sonaten für Violoncello und B. c.
- 4 Ricercari für Violine und Cello
- Sonate A-Dur für Flöte und Klavier
- Triosonate G-Dur für Querflöte (Violine), Violine (Oboe) und B. c.
- 20 Triosonaten für Violine, Violoncello und B. c.
- Triosonate für Oboe, Fagott und B. c.
- Konzert für Oboe, Streicher und B. c.
- Konzert A-Dur für Violine, Streicher und B. c.
- 28 Konzerte für obligates Violoncello, Streicher und B. c.
- 9 Konzerte für Cembalo concertato, Streicher und B. c.